# Early Winter
«Early Winter» es una balada de estilo pop rock escrita por Tim Rice-Oxley, pianista de la banda británica Keane, para el segundo álbum de la artista Gwen Stefani, titulado The Sweet Escape. La canción recibió críticas positivas de los críticos de música contemporánea y fue utilizada en un anuncio comercial de la empresa Hewlett Packard, en el que aparecía Stefani. La canción fue lanzada como quinto sencillo del álbum.

## Antecedentes y escritura
Stefani llamó a Rice Oxley la noche anterior a la grabación de la canción, ella le dijo que quería una balada del tipo de “Eyes without a Face” de Billy Idol y “Time After Time” de Cyndi Lauper. La cantante quedó satisfecha con la canción y trató de no hacerle cambios después que Rice-Oxley la terminó. Más tarde, ella reescribió la canción y le pidió a Nellee Hooper que la produjera. La canción al igual que “The Sweet Escape”, describe la vida emocional de una pareja que rompe su relación. La lírica de la canción es de tipo romántico, muestra una relación que ya no existe; trata sobre la desilusión de parte del ser femenino, establece una analogía entre el estado de ánimo de los personajes y el clima, afirmando que “el sol se está congelando” y “luce como un invierno prematuro”, dando a entender el fracaso de la relación, que ha llegado a su ocaso o invierno.

## Estructura musical

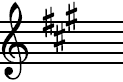
La imagen muestra una aparetura de “Early Winter” en modo de La mayor.

“Early Winter” es una canción indie escrita en la mayor. La clave de sol es doblemente abierta a la composición de Si bemol menor. Tiene un movimiento de 122 pulsos por minuto. Como elementos principales están los instrumentos teclado, sintetizador y batería, dadas por el grupo Keane. La voz de Stefani abarca un promedio de 3 octavas, siendo la canción con más de estas en su carrera como cantante.
La canción comienza con 16 segundos de teclado y al cumplir los 18 segundos, empieza la interpretación vocal de Stefani, dando paso a la llegada del sintetizador y la batería; la capacidad vocal usada aquí es de C#5. La voz de Stefani comienza a cambiar tonalidades y a cambiar diversos tiempos de duración. 
Repite y hace varios ecos en palabras como You (“tú”), reason (“razón”), again (“de nuevo”), why (“¿Por qué?”), given (“dado”) y I (“yo”). El alto rango vocal de Stefani en la canción llega al minuto 1:16, comenzando el coro abarcando aquí 3 octavas y al finalizar el coro termina con 1 octava, bajando la capacidad vocal. En el minuto 3:25, Stefani muestra las 3 octavas usadas en la canción, mientras es usado el sintetizador en notas de re mayor. Del minuto 3:26 al 3:28, Stefani abarca la totalidad de las 3 octavas usadas. La canción termina con la frase it looks like an Early Winter for us (“se ve como un invierno prematuro para nosotros”), mientras la voz de la cantante desaparece.

## Recepción crítica

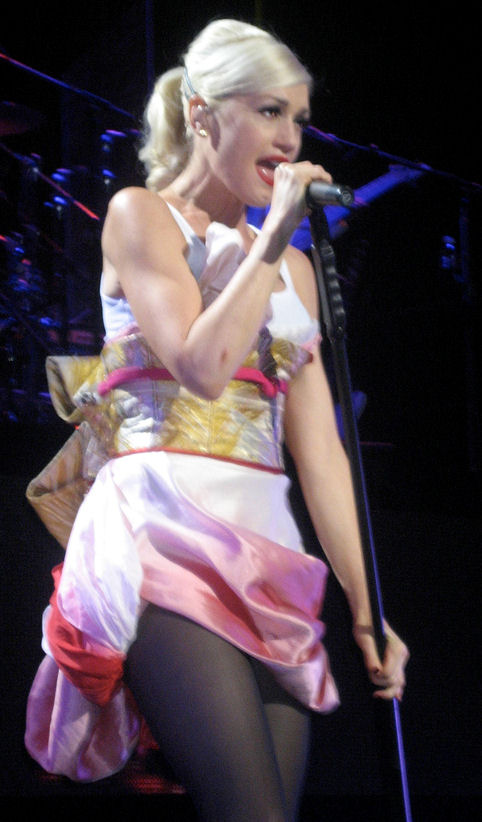
Gwen Stefani durante en la actuación de “Early Winter”.

“Early Winter” recibió comentarios positivos de parte de los críticos de música contemporánea. La página de entretenimiento Digital Spy elogió a la canción y la catalogó como “el placer más delicioso que Stefani tiene en su carrera solista”. La página de entretenimiento Pitchfork Media dijo: “Stefani demuestra que todavía tiene la capacidad de llevar cualquier canción a otro nivel inigualable”. El diario The Guardian dijo que la canción es estilo y glamour pero a su vez la clasificó como una balada simple, el diario The New York Times, la catalogó como una de las mejores canciones del último trabajo.

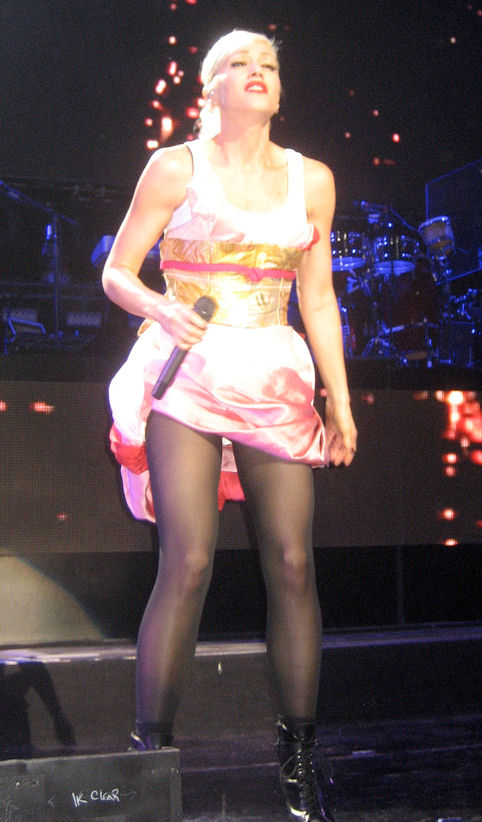
Para la presentación de la canción, Stefani usó ropa inspirada en el Lejano oriente.

La página de música PopMatters sostuvo que era un verdadero éxito en el álbum; además concluyó que la canción es una digna continuación del éxito de No Doubt, “Don't Speak”. La revista NME se refirió a la canción como uno de los pocos éxitos posibles de The Sweet Escape. El semanario musical Entertainment Weekly, describió la canción como una poderosa balada, en la que Stefani no parece triste. La revista Slant comparó a “Early Winter” con las canciones que Stefani había escrito con Tony Kanal para el álbum, a lo que concluyó que tenía un sonido menos forzado. La página de entretenimiento musical MusicOHM, la catalogó como una de las mejores letras escritas por Stefani; además la calificó como una balada simple pero aceptable.

## Video musical
El video musical se estrenó el 15 de noviembre de 2007 en la página musical de Yahoo!, llamada LAUNCHcast. El video comienza con escenas en blanco y negro, en donde Stefani está en el suelo con un vestido blanco. La siguiente escena, maneja tonos rojizos en las imágenes, y muestra a la cantante caminando por la calle. Varias escenas del video, muestra a Stefani vistiendo un traje de Dolce & Gabbana, mientras caen plumas hacia ella. El video finaliza cuando la cantante sale corriendo del sitio donde se hallaba.
Sophie Muller dirigió el video, fue grabado en tres ciudades de la Unión Europea: Milán, Praga y Budapest; mientras ella se encontraba allí con la gira The Sweet Escape Tour. En el programa de televisión TRL de MTV, el vídeo se estrenó el 18 de diciembre de 2007, y en el programa Top 20 Countdown de VH1, el video debutó en la posición cuatro.

## Formato y listas de CD
CD sencillo en Alemania
1. «Early Winter» (versión del álbum) - 4:45
2. «Early Winter» (en vivo) - 6:52

Japón iTunes
1. «Early Winter» (versión del álbum) - 4:45
2. «Early Winter» (en vivo) - 6:52
3. «Early Winter» (Instrumental) - 4:47

## Producción
| - Voz: Gwen Stefani - Sintetizador: Nellee Hooper - Ingeniero musical: Yvan Bing - Asistente de Ingeniero: David Emery - Guitarras: Tim Rice-Oxley | - Teclados: Tim Rice-Oxley, Nellee Hooper - Productores: Nellee Hooper - Producción adicional: Tim Rice-Oxley - Programador: Richard Hughes - Desarrollado en Hollywood, California, Estados Unidos |

## Listas de popularidad
“Early Winter” fue lanzado como quinto sencillo del álbum The Sweet Escape. Debutó en las listas de sencillos de Bulgaria en la posición 39 y se alzó hasta la posición 28 a la semana siguiente, abandonando finalmente la lista una semana después. En la lista de sencillos de Alemania, el sencillo debutó en la posición 6; este lanzamiento fue el más alto de la cantante en Alemania, además de ser uno de los más altos en la historia de la lista; finalmente la abandonó en la posición 60. Mientras tanto, debutó de posición 65 en la lista de sencillos de México y permaneció allí por una semana. Por otro lado, el sencillo recibió un buen rendimiento radial en la Unión Europea; alcanzó la posición 2 de las canciones más escuchadas allí. La canción llegó al puesto 12 de las listas en Suiza y Sudáfrica. Finalmente llegó a la posición 14 en Finlandia y a la 22 en Austria.
| \| Listas de popularidad (2007)[26] \| Mayor posición \| \| -------------------------------- \| -------------- \| \| Austria \| 22 \| \| Finlandia \| 14 \| \| Suiza \| 12 \| \| Sudáfrica \| 12 \| \| México \| 65 \| \| Bulgaria \| 28 \| \| Alemania \| 6 \| \| Sencillos radiales \| 2 \| |                |
| Listas de popularidad (2007) | Mayor posición |
| Austria | 22             |
| Finlandia | 14             |
| Suiza | 12             |
| Sudáfrica | 12             |
| México | 65             |
| Bulgaria | 28             |
| Alemania | 6              |
| Sencillos radiales | 2              |